# Brachythecium warnstorfii
Brachythecium warnstorfii là một loài rêu trong họ Brachytheciaceae. Loài này được Paris mô tả khoa học đầu tiên năm 1904.